# Фторид рубидия
Фтори́д руби́дия — неорганическое соединение, соль рубидия и плавиковой кислоты с химической формулой RbF, хорошо растворим в воде, образует кристаллогидраты.

## Получение
- Фторид рубидия получают действием разбавленной плавиковой кислоты на оксид рубидия, его гидроксид или карбонат:

{\displaystyle {\mathsf {Rb_{2}O+2\ HF\ {\xrightarrow {\ }}\ 2\ RbF+H_{2}O}}}
{\displaystyle {\mathsf {RbOH+HF\ {\xrightarrow {\ }}\ RbF+H_{2}O}}}
{\displaystyle {\mathsf {Rb_{2}CO_{3}+2\ HF\ {\xrightarrow {\ }}\ 2\ RbF+CO_{2}\uparrow +H_{2}O}}}
- Также фторид рубидия можно получить обменными реакциями:

{\displaystyle {\mathsf {BaF_{2}+Rb_{2}SO_{4}\ {\xrightarrow {\ }}\ 2\ RbF+BaSO_{4}\downarrow }}}

## Физические свойства
Фторид рубидия образует бесцветные кристаллы, кубическая сингония (a = 0,564 нм, Z = 4, пространственная группа F m3m).
Хорошо растворим в воде, с частичным гидролизом.
Образует кристаллогидраты состава 2RbF·3H2O и RbF·3H2O.
Хорошо растворяется в плавиковой кислоте с образованием соединений RbF·HF, RbF·2HF, RbF·3HF.

## Химические свойства
- В водных растворах подвергается незначительному гидролизу:

{\displaystyle {\mathsf {2\ RbF+H_{2}O\ \rightleftarrows \ RbOH+RbHF_{2}}}}
- Разлагается более сильными кислотами:

{\displaystyle {\mathsf {2\ RbF+H_{2}SO_{4}\ {\xrightarrow {100^{o}C}}\ Rb_{2}SO_{4}+2\ HF\uparrow }}}
- Разлагается при сплавлении с гидросульфатами:

{\displaystyle {\mathsf {RbF+RbHSO_{4}\ {\xrightarrow {500^{o}C}}\ Rb_{2}SO_{4}+HF\uparrow }}}

## Применение
- Компонент специальных стёкол.
- Оптический материал.